# 87
87（八十七、はちじゅうしち、はちじゅうなな、やそじあまりななつ）は自然数、また整数において、86の次で88の前の数である。

## 性質
- 87は合成数であり、正の約数は 1, 3, 29, 87 である。
  - 約数の和は120 。
    - 約数の和が倍積完全数120になる3番目の数である。1つ前は56、次は95。
    - 約数の和が倍積完全数になる6番目の数である。1つ前は56、次は95。

  - 約数の個数が3連続(85,86,87)で同じになる2番目の3連続の中で最大の数である。1つ前は35、次は95。
- 30番目の半素数である。1つ前は86、次は91。
- 87 = 22 + 32 + 52 + 72
  - 連続素数の平方和とみたとき1つ前は38、次は208。
  - 4連続素数の平方和で表せる最小の数である。次は204。
  - n = 2 のときの 2n + 3n + 5n + 7n の値とみたとき1つ前は17、次は503。(オンライン整数列大辞典の数列 A135168)
- 1/87 = 0.0114942528735632183908045977… (下線部は循環節で長さは28)
  - 逆数が循環小数になる数で循環節が28になる3番目の数である。1つ前は58、次は116。
- 87 = 1 + 2 + 3 + 5 + 8 + 13 + 21 + 34
  - フィボナッチ数列を構成する最初の8数の和である。1つ前は53、次は142。
- 1～10までの約数の和である。1つ前は69、次は99。
- 各位の和が15になる3番目の数である。1つ前は78、次は96。
- 87 = 162 − 169
  - n = 16 のときの n2 − 132 の値とみたとき1つ前は56、次は120。(オンライン整数列大辞典の数列 A132768)

## その他 87 に関すること
- 原子番号 87 の元素はフランシウム (Fr)。
- 第87代天皇は四条天皇。
- 日本の87代目の内閣総理大臣は、小泉純一郎。
- 第87代ローマ教皇はシシニウス（在位：708年1月15日～2月4日）である。
- テレビドラマ 87%
- Ju 87 は、第二次世界大戦中のドイツの急降下爆撃機。
- Intel 8087・Intel 80387系列の数値演算コプロセッサを総称して、x87 という。
- 87分署シリーズはエド・マクベインの警察小説。
- クルアーンにおける第87番目のスーラは至高者である。
- JR西日本87系気動車は、JR西日本が所有・運行する鉄道車両。